# 湘潭晚报
《湘潭晚报》是由湘潭日报社于2000年10月21日创办的日报。该报的前身是《湘潭日报·星期刊》。
《湘潭晚报》内容以文化、娱乐、休闲为主，一个星期一期，4开8版。1998年12月5日，《星期刊》改版为《湘潭日报·晚报版》，4开8版变成了对开4版。2000年10月21日，《湘潭晚报》正式创刊。2018年起，报刊停刊。